# Ngô Thì Hương
Ngô Thì Hương (chữ Hán: 吳時香; 1774-1821) còn có tên là Vị (位), tự Thành Phủ (成甫), hiệu Ước Trai (箹齋); là nhà văn Việt Nam ở cuối thế kỷ 18 - đầu thế kỷ 19.

## Tiểu sử
Ngô Thì Hương sinh ngày 17 tháng 10 năm 1774 tại làng Tả Thanh Oai, huyện Thanh Oai, trấn Sơn Nam (nay thuộc huyện Thanh Trì, Hà Nội).
Ông là con út Ngô Thì Sĩ, là em Ngô Thì Nhậm và Ngô Thì Chí. Cả ba đều là danh sĩ thời bấy giờ.
Năm Ngô Thì Hương lên 6 tuổi (1780) thì cha mất, phải sống nhờ vào các anh. Hai năm sau (1782), Trịnh Khải lên ngôi chúa. Anh ông là Ngô Thì Nhậm vì có liên quan đến vụ án năm Canh Tý nên phải bỏ trốn về quê vợ ở Thái Bình. Gia đình họ Ngô trước đã sa sút, nay thêm ly tán. Ngô Thì Hương lớn lên trong gia cảnh ấy và trong một xã hội nhiều biến động, nên việc học hành của ông không được chu đáo.
Dù vậy, khi Gia Long lên ngôi (1802), ông cũng được thu dụng ngay. Buổi đầu, ông được cử làm Thiêm sự bộ Lại. Năm 1809, ông được sung làm Phó sứ trong đoàn sứ sang nhà Thanh (Trung Quốc).
Về nước, ông tiếp tục việc quan, lần lượt được giữ chức Hiệp trấn Lạng Sơn (1814-1817), Đề điệu trường thi Hương Gia Định (1819).
Cuối năm 1820, ông được cử làm Chánh sứ sang nhà Thanh. Nhưng khi đi đến huyện Vĩnh Thuận, phủ Nam Ninh, tỉnh Quảng Tây (Trung Quốc), thì ông lâm bệnh và mất ngày 1 tháng 1 năm 1821. Khi ấy, ông 47 tuổi.

## Tác phẩm
Tác phẩm của Ngô Thì Hương có:
- Mai dịch thú dư (Cỗ xe sứ trạm), là một tập ký sự bằng thơ chữ Hán, ghi chép lại cuộc đi sứ năm 1809.
- Thù phụng toàn tập (Toàn tập xướng họa).

Và một số thơ văn rời, sau khi ông mất, được con cháu tập hợp làm thành tập Thành phủ công di thảo (Bản thảo để lại của ông Thành Phủ).
Ngô Thì Hương không viết nhiều, nhưng những bài viết về gia đình, về bản thân; hoặc ghi chép về người thực, việc thực...đều là những tác phẩm giàu cảm xúc, có nhiều tư liệu quý. Quyển Mai dịch thú dư là tập thơ thể hiện rõ phong cách của ông. Về nghệ thuật, ông có cách viết nhẹ nhàng nhưng dí dỏm, sâu sắc. Đó là nét ít gặp trong thơ chữ Hán.

## Sách tham khảo
- Trần Thị Băng Thanh, mục từ Ngô Thì Hương  trong Từ điển văn học (bộ mới). Nhà xuất bản Thế giới, 2004.
- Nguyễn Q. Thắng-Nguyễn Bá Thế, Từ điển nhân vật lịch sử Việt Nam. Nhà xuất bản Khoa học Xã hội, Hà Nội, 1992.